# Pinto (Chile)
Pinto – miasto w Chile, w regionie Ñuble, w prowincji Diguillín.